# 佛罗里达犹太博物馆
佛罗里达犹太博物馆（The Jewish Museum of Florida-FIU）位于美国佛罗里达州迈阿密海滩华盛顿大道（Washington Ave）301 & 311号两座修复的原犹太会堂历史建筑内。华盛顿大道301号的博物馆主楼建于1936年，被列入国家史迹名录，装饰风艺术风格，拥有铜圆顶、大理石诵经台和80扇花窗玻璃窗。位于华盛顿大道311号的相邻建筑是迈阿密海滩的第一座犹太会堂，2005年由博物馆购买，2007年作为博物馆扩建部分进行修复。

## 历史
该博物馆位于迈阿密海滩的第一个犹太会堂--雅各之家会堂（Congregation Beth Jacob）的原址，由建筑师弗雷泽罗斯（H.Frasser Rose）设计，1929年建于华盛顿大道311号。之所以选择这一地点，是因为在修建犹太会堂时，犹太人由于居住地点受到限制，集中在城市的南端。 它的建造满足了1913年起在迈阿密海滩定居的犹太居民和冬季游客的迫切需要，确定犹太人已被接受，并成为该市常住人口的一部分。在此之前，犹太人不被允许建造犹太会堂。他们不得不渡船穿过比斯坎湾和堤道，现在的麦克阿瑟堤道（MacArthur Causeway），去迈阿密的圣约锡安会堂（B'nai Zion）参加宗教仪式。当犹太教正统派加入后，由于他们不在安息日和节假日旅行，他们和来自加拿大的冬季游客以及迈阿密海滩居民，在科林斯大道221号的皇家公寓举行仪式。1924年，马尔维纳·韦斯·莱伯曼在华盛顿大道西侧、第三街以北的一块空地上组织仪式，并教授主日学校课程。
从1926年开始，在雅各之家会堂的建造过程中，在华盛顿大道56号格兰纳特家族拥有的大卫公寓（David Court Apartments）的屋顶上举行仪式。旧会堂于1929年2月17日落成。
1927年至1932年间，迈阿密海滩的常住犹太人几乎都是这个犹太会堂的成员和财政捐助人。犹太会堂最初作为犹太社区的宗教和社会中心，很快又发展成为犹太文化中心。1944年，在密歇根大道151号建立了一所希伯来学校，并用35000美元修建了一座女性浸池。
1936年，会众的人数超过了设施的容量，在华盛顿大道301号为犹太会堂建造了第二座较大的相邻建筑，由迈阿密海滩建筑师亨利·霍豪泽（Henry Hohauser）设计。原来的建筑被用作宗教学校和社交大厅。这座两层楼的建筑灰泥饰面，矩形平面，山墙屋顶。中央入口由三扇简单垂直的双开门和西班牙风格的大铁铰链组成。
建筑立面的顶部有一块当代匾额，上面写着“雅各之家社交大厅（Beth Jacob Social Hall），5689-1929”。立面顶部的石碑上刻着十诫。大厅内部有两层楼高。
1946年，东面新建了一座两层的混凝土楼房，包括办公室、会议室和教室。
20世纪末，雅各之家会堂的会众开始减少，将其所有功能移回老会堂建筑。许多老信徒陆续去世后，没有足够的成员，到2005年，已难以达到举行正式礼拜仪式的法定人数（需要10个男人），会堂空置。而自1995年在隔壁开设的佛罗里达犹太教博物馆,需要扩展空间，购买了原来的犹太教会堂，以确保这座有着丰富犹太历史的建筑将继续得到保护，成为佛罗里达犹太人历史的存储库。

## 收藏
博物馆的藏品包括超过100000件与佛罗里达犹太遗产有关的文物、物品、照片、文件和宗教物品。